# Amuliani
Amuliani (gr. Αμμουλιανή) – grecka wyspa położona na zatoce Athos, w północnej części Morza Egejskiego, w sąsiedztwie Półwyspu Chalcydyckiego. Administracyjnie należy do jednostki zdecentralizowanej Macedonia-Tracja, w regionie Macedonia Środkowa, w jednostce regionalnej Chalkidiki, w gminie Aristotelis. Jest położona 120 km od Salonik, a z lądem łączą ją regularne i liczne połączenia promowe. Ze spisu powszechnego z 2011 roku wynika, że zamieszkuje ją 547 mieszkańców, co czyni Amuliani najludniejszą z wysp regionu Macedonia Środkowa. Na terenie wyspy znajduje się słone jezioro.

## Historia
Do początku XX wieku Amuliani była własnością monastyru Watopedi, przebywało tu kilku mnichów i ok. 20 robotników pracujących przy uprawie oliwek, wypasaniu owiec i innych zajęciach rolniczych. W 1925 roku przekazano ją greckim uchodźcom z wysp Morza Marmara, którzy musieli opuścić Turcję po klęsce w wojnie grecko-tureckiej (1919–1922). Przybysze rozbudowali wioskę Amuliani, przynieśli swoja kulturę i zajęcia z okolic a – rzemiosło i rybołówstwo. Wioska została zelektryfikowana dopiero w 1973 roku. W drugiej połowie XX wieku gospodarkę wyspy zdominowała szybko rozwijająca się turystyka, która jest obecnie głównym źródłem utrzymania mieszkańców.

## Galeria

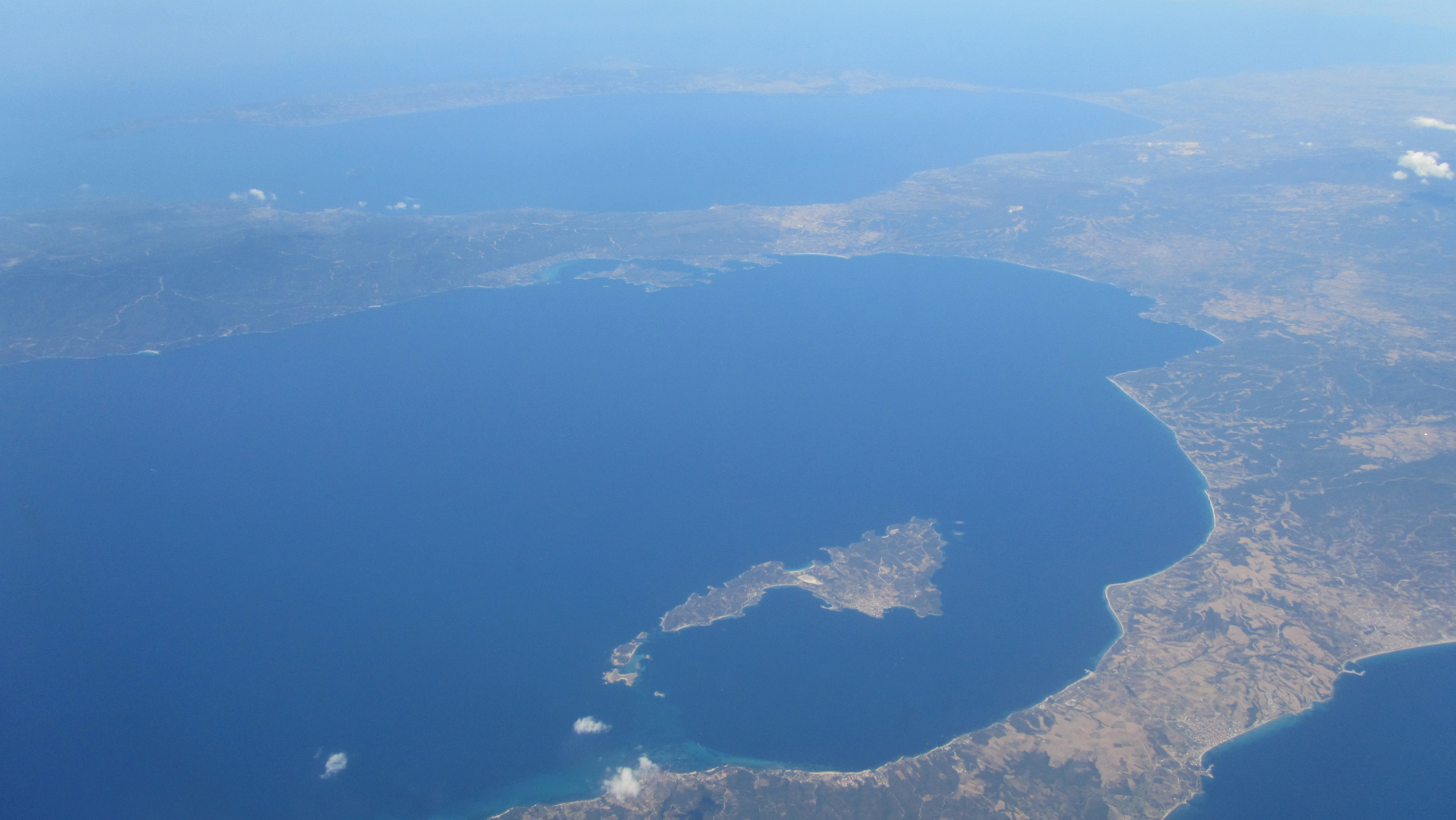
Amuliani z kosmosu na tle zatoki Athos
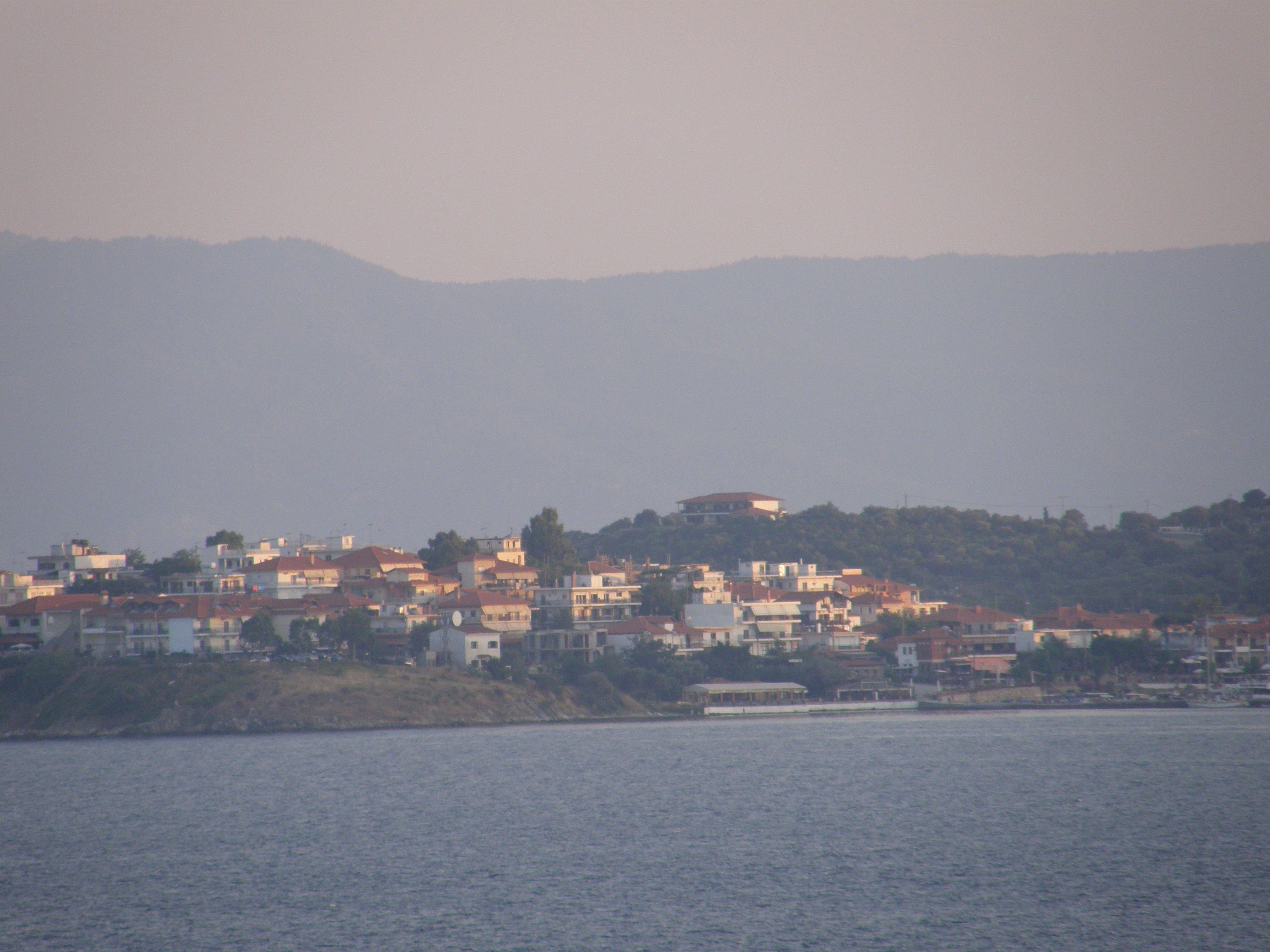
Widok od strony Athos
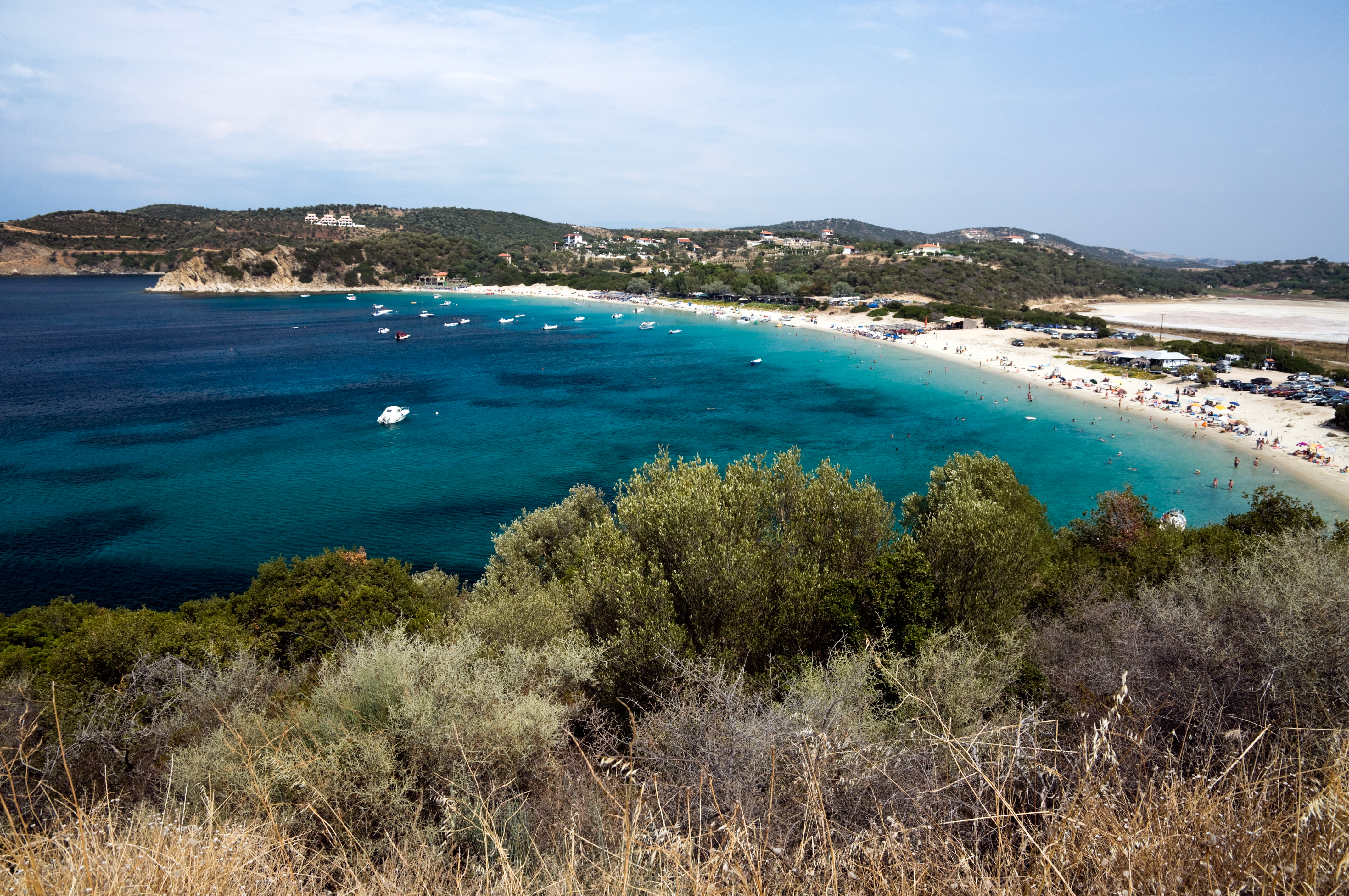
Plaża Alikes i słone jezioro